# Internet

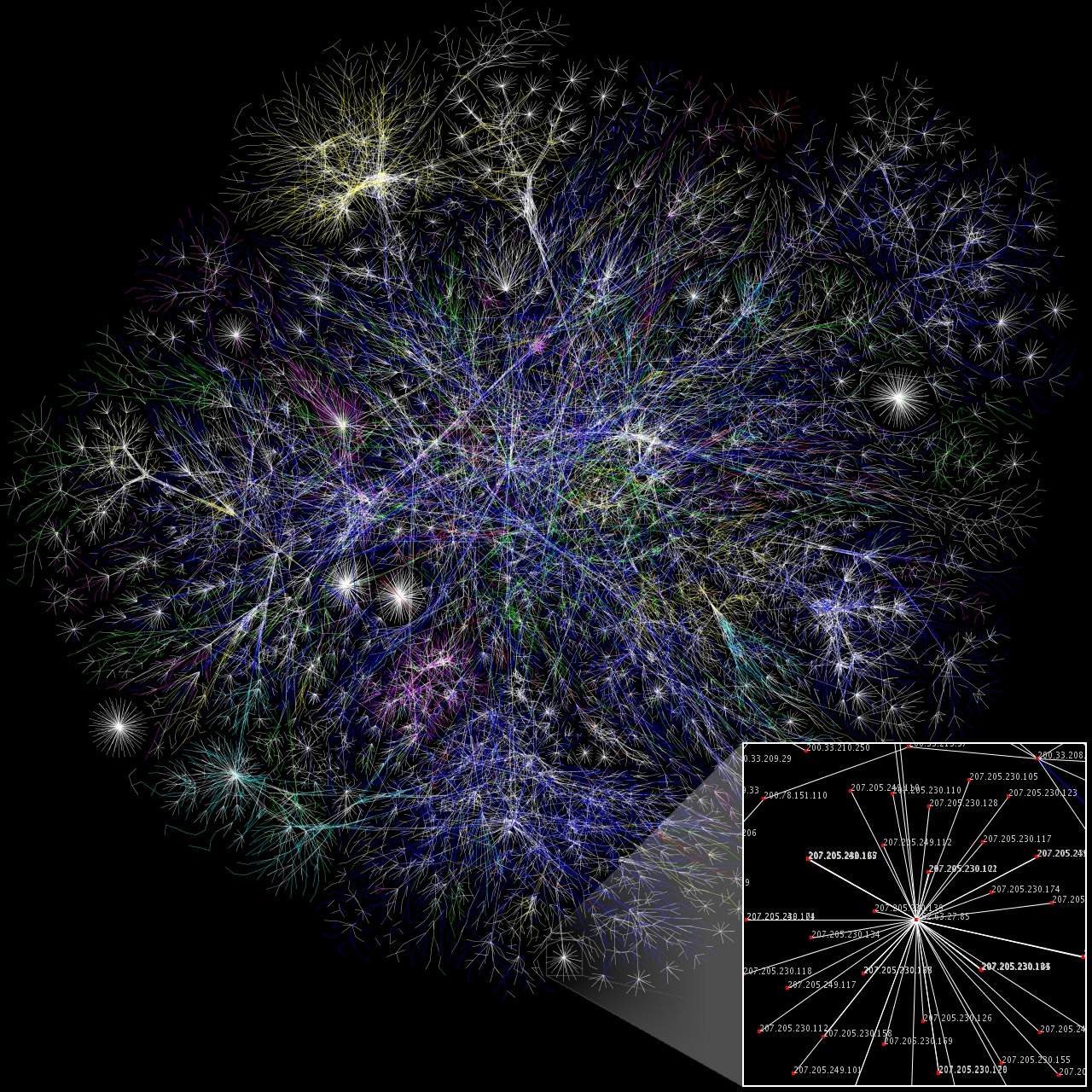
Vizualizarea diferitelor rute prin porțiuni ale Internetului.

Termenul internet provine din împreunarea artificială și parțială a două cuvinte englezești: interconnected = interconectat și network = rețea.
Cuvântul are două sensuri care sunt strâns înrudite, în funcție de context:
- Substantivul propriu „Internet” (scris cu majusculă) desemnează o rețea mondială unitară de calculatoare și alte aparate cu adrese computerizate, interconectate conform protocoalelor (regulilor) de comunicare „Transmission Control Protocol” și „Internet Protocol”, numite împreună „stiva TCP/IP”. Precursorul Internetului datează din 1965, când Agenția pentru Proiecte de Cercetare Înaintate de Apărare - a Ministerului Apărării, Department of Defense sau DoD din SUA (Defence Advanced Research Projects Agency, DARPA) a creat prima rețea de computere interconectate sub numele ARPAnet.

Super-rețeaua Internet din zilele noastre, care de mult a împânzit întreg globul pământesc, a rezultat din extinderea permanentă a acestei rețele inițiale Arpanet. Azi pe glob există un singur Internet, care însă este uriaș; el oferă utilizatorilor săi o multitudine de informații și servicii precum e-mail, www, FTP, Găzduire web (web hosting) și multe altele, unele dintre ele fiind numai contra cost.
Termenul „Internet” nu trebuie confundat cu serviciul internetic World Wide Web (www). Acesta este doar unul din multele servicii oferite pe Internet, vezi secțiunea „Aplicații Internet” mai jos.
- Substantivul comun „internet” (scris cu minusculă) desemnează rețele speciale ce interconectează 2 sau mai multe rețele autonome aflate la mare depărtare unele față de altele. Un exemplu de 2 rețele mari, interconectate printr-un internet pentru care folosința acestui nume este justificată: rețelele SIPRNet și FidoNet. Rețelele de tip internet nu trebuie confundate cu super-rețeaua „Internet” de mai sus.

În continuare, acest articol se ocupă numai de Internet - super-rețeaua unică de răspândire mondială.

## Utilizare

Număr de abonamente la internet în procente, raportat la populație

Potrivit unui comunicat de presă al fundației ECDL în 2008 aproximativ 83 % din populația globală nu folosea Internetul.
În iulie 2016, o rezoluție ONU a declarat că accesul la internet este un drept uman de bază.
Potrivit unui studiu întocmit de firma de cercetare on-line InternetWorldStats, în noiembrie 2007 rata de penetrare a Internetului în România a atins nivelul de 31,4 % din totalul populației, estimată la 22,27 milioane de locuitori, iar numărul de conexiuni broadband era de 1.769.300 .
Între 2007 - 2011 numărul conexiunilor la Internet în gospodăriile românești a crescut de la 22 % la 47 %; cifrele corespunzătoare la nivelul Uniunii Europene au fost 54 % și 73 %..

## Caracteristici tehnice
În ziua de astăzi Internetul este susținut și întreținut de o mulțime de firme comerciale. El se bazează pe specificații tehnice foarte detaliate, ca de exemplu pe așa-numitele „protocoale de comunicație”, care descriu toate regulile și protocoalele de transmitere a datelor în această rețea. Vezi și articolul despre Modelul de Referință OSI.
Protocoalele fundamentale ale Internetului, care asigură interoperabilitatea între orice două calculatoare sau aparate inteligente care le implementează, sunt Internet Protocol (IP), Transmission Control Protocol (TCP) și User Datagram Protocol (UDP).
Aceste trei protocoale reprezintă însă doar o parte din nivelul de bază al sistemului de protocoale Internet, care mai include și protocoale de control si aplicative, cum ar fi: DNS, PPP, SLIP, ICMP, POP3, IMAP, SMTP, HTTP, HTTPS, SSH, Telnet, FTP, LDAP, SSL, WAP și SIP.
Din cauza multelor fuziuni dintre companiile de telefonie și cele de Internet (Internet Service Providers, prescurtat ISP) au apărut o serie de probleme în sensul că sarcinile acestora nu erau clar delimitate.
Rețeaua regională a ISP-ului este formată prin interconectarea ruterelor din diverse orașe pe care le deservește compania. Dacă pachetul este destinat unui calculator-gazdă deservit direct de către rețeaua ISP, pachetul va fi livrat direct lui. Altfel el este predat mai departe operatorului (firmei) care furnizează companiei ISP servicii de comunicare prin backbone-ul rețelei. (In engleză backbone înseamnă in general șira spinării, iar în informatică înseamnă rețeaua de bază pentru interconectarea rețelelor). În partea superioară a acestei ierarhii se găsesc operatorii principali de la nivelul backbone-ului rețelei, companii cum ar fi AT&T sau SPRINT. Aceștia răspund de backbone-uri mari cu mii de rutere conectate prin fibră optică, cu bandă largă de transfer.
Corporațiile și firmele de hosting utilizează așa-numitele „ferme” de servere rapide (= multe servere, situate eventual în aceeași sală sau clădire), conectate direct la backbone. Operatorii încurajază pe clienții lor să folosească această conectare directă prin închirierea de spațiu în rack-uri = dulapuri speciale standardizate pentru echipamentul clientului, care se află în aceeași cameră cu ruterul, conducând la conexiuni scurte și rapide între fermele de servere și backbone-ul rețelei.
Dacă un pachet trimis în backbone este destinat unui ISP sau unei companii deservite de aceeași coloană, el este transmis celui mai apropiat ruter. Pentru a permite pachetelor să treacă dintr-un backbone în altul, acestea sunt conectate în NAP-uri (Network Access Point). În principiu un NAP este o sală plină cu rutere, cel puțin unul pentru fiecare backbone conectat. O rețea locală conectează toate aceste rutere astfel încât pachetele să poată fi retransmise rapid din orice coloană în orice alta. În afară de conectarea în NAP-uri, backbone-urile de dimensiuni mari au numeroase conexiuni directe între ruterele lor, tehnică numită conectare privată (private peering).
Unul dintre paradoxurile Internetului este acela că ISP-urile, care se află în competiție între ele pentru câștigarea de clienți, cooperează în realizarea de conectări private și întreținerea Internetului.
Termeni înrudiți cu „Internet” și „internet”:
- intranet: o rețea particulară cu principii de funcționare similare cu cele ale Internetului, dar cu acces restrâns - de exemplu intranetul sau intraneturile unei companii particulare, la care primesc acces numai angajații companiei. Intraneturile sunt de obicei separate de Internet.
- extranet: un intranet particular al unei companii, la care însă au acces (măcar parțial) și anumite persoane sau grupe externe autorizate din alte companii, ca de exemplu de la firme furnizoare sau firme cliente. Accesul la extraneturi are loc de obicei prin intermediul Internetului.

## Accesul la Internet
Există un șir întreg de metode de cuplare fizică a unui calculator sau aparat „inteligent” (smart) la Internet.

### Acces prin linie de telefonie fixă
Accesul unui utilizator la Internet prin intermediul rețelei de telefon analogice fixe tradițioale: utilizatorul unui calculator cheamă programul de comunicație necesar, care mai întâi se conectează la modem. Modemul este o componentă a calculatorului care convertește semnalele digitale (de transmis) în semnale analogice, care pot circula în rețeaua telefonică. Apoi modemul „formează” numărul de telefon al unui furnizor de servicii Internet - ISP. Semnalele modulate (de fapt datele) sunt transferate la punctul de livrare (Point Of Presence, POP) al ISP-ului, unde sunt preluate din sistemul telefonic și transferate în rețeaua regională de Internet a ISP-ului. Din acest punct sistemul este în întregime digital și se bazează pe comutarea de pachete (packet switching); în acest sistem de transmisie informația care trebuie transmisă este "mărunțită" în multe pachete mici, care sunt apoi transmise la destinație în mod independent unele de altele și chiar pe căi diferite; sigur că la destinație pachetele trebuiesc reasamblate în ordinea corectă.
Pe lângă utilizarea rețelei fixe publice acceași tehnică se poate folosi și pe linii fixe dedicate (închiriate).
Acest tip de acces a rămas în urmă ca viteză și siguranță în funcționare și nu se mai utilizează aproape deloc.

### Acces la unrouter(saumodemADSL) conectat la rețeaua fixă de telefonie sau de ADSL
Legătura de la placa de rețea (NIC) din computerul local la ruter se poate face:
- printr-un fir, sau și
- fără fir (wireless); atunci NIC leagă prin radio la un așa-numit Active Point sau Hotspot integrat în ruter, legătură bazată pe tehnica Wi-Fi sau altele (WLAN).

### Acces prin rețele de telefonie celulară, mobilă (GSM)
Legătură prin radio, de la un telefon celular de tip smartphone, de la un calculator portabil sau, mai general, de la un dispozitiv Internet mobil la antena celulară terestră, utilizând tehnicile GSM sau UMTS.

### Acces prin satelit
Această tehnologie a fost dezvoltată pentru a asigura accesul în zonele izolate la internet de bandă largă, sau în zone în care furnizorii clasici nu au infrastructura dezvoltată.

### Altele
Pe anumite domenii speciale se fac încă experimentări: prin rețeaua de curent electric; prin rețeaua de transporturi a căilor ferate ș.a.

## Istoric
Punctul de pornire în dezvoltarea Internetului a fost rivalitatea între cele două mari puteri ale secolului al XX-lea: Statele Unite ale Americii și Uniunea Sovietică.
În 1957, URSS (Uniunea Republicilor Sovietice Socialiste) lansează în spațiul cosmic primul satelit artificial al Pământului denumit Sputnik. Acest fapt a declanșat o îngrijorare deosebită în Statele Unite ale Americii, astfel președintele Eisenhower înființează o agenție specială subordonată Pentagonului: Advanced Research Projects Agency (www.darpa.mil). Această agenție a Ministerului de Apărare (Department of Defense, prescurtat DOD) este condusă de oameni de știință, are o birocrație redusă, și are ca misiune: „Menținerea superiorității tehnologice a armatei Statelor Unite și prevenirea surprizei tehnologice în domeniul securității naționale prin sponsorizarea celor mai noi și revoluționare descoperiri științifice și prin investirea de fonduri teoretic nelimitate pentru realizarea unei legături între cercetarea științifică și implementarea tehnologică militară a acesteia.”
În 1959 John McCarthy, profesor la Universitatea Stanford, al cărui nume va fi asociat cu inteligența artificială, găsește soluția de a conecta mai multe terminale la un singur calculator central: time-sharing (partajarea timpului). Aceasta este o modalitate de lucru în care mai multe aplicații (programe de calculator) solicită acces concurențial la o resursă (fizică sau logică), prin care fiecărei aplicații i se alocă un anumit timp pentru folosirea resursei solicitate. 
Apărând apoi primele calculatoare în marile universități se pune problema interconectării acestora. Cercetătorul Lawrence Roberts susține o soluție de interconectare prin comutare de pachete (packet switching) în modelul numit "client-server". 
Astfel, pentru a transmite informația, aceasta este mărunțită în porțiuni mici, denumite pachete. Ca și la poșta clasică, fiecare pachet conține informații referitore la destinatar, astfel încât el să poată fi corect dirijat pe rețea. La destinație întreaga informație este reasamblată. Deși această metodă întâmpină rezistență din partea specialiștilor, în 1969 începe să funcționeze rețeaua "ARPANET" între 4 noduri: University of California din Los Angeles (UCLA), University of California din Santa Ana, University of Utah și Stanford Research Institute (SRI). Toate acestea au fost codificate într-un protocol care reglementa transmisia de date. În forma sa finală, acesta era TCP/IP (Transmission Control Protocol / Internet Protocol), creat de Vint Cerf și Robert Kahn în 1970 și care este și acum baza Internetului. TCP/IP face posibil ca modele diferite de calculatoare, de exemplu cele compatibile cu IBM sau și Mac's, folosind sisteme diferite de operare, cum ar fi UNIX, Windows, MacOS etc. să se "înțeleagă" unele cu altele. În acest fel, Internetul urma să devină cu adevărat independent de platforma harware utilizată.
Prima conexiune ARPANET a fost realizată în 29 octombrie 1969, ora 22:30 între University of California din Los Angeles și Institutul de Cercetare Stanford și a decurs astfel: cei de la un capăt al rețelei au tastat un “L” (de la "login") și apoi, prin telefon, au cerut confirmarea funcționării transferului de date de la cei de la celălalt capăt al conexiunii. Dialogul a fost următorul:
„
-Vedeți L-ul?
-Da, vedem L-ul!
Apoi au tastat un O și au întrebat din nou:
-Vedeți O-ul?
-Da, vedem O-ul, a venit raspunsul.

Apoi au tastat un G și conexiunea a picat.”
Ca program al Ministerului Apărării al SUA, ARPANET s-a dezvoltat uluitor de repede, la el conectându-se din ce în ce mai multe calculatoare. În 1979 ARPA decide să separe rețeaua în două, una pentru lumea comercială și universitară, și una militară. Cele două rețele puteau comunica în continuare, construindu-se practic o inter-rețea (internet) denumită inițial DARPA Internet și consacrată ulterior sub denumirea Internet. 
Numeroși cercetători din domeniul academic și militar si-au concentrat eforturile în scopul dezvoltării unor programe de comunicare în rețea. Astfel în 1980 o serie de programe de comunicare (bazate pe protocoale binedefinite), care sunt utilizate și astăzi, erau deja finalizate. În 1983, TCP/IP devine unicul protocol oficial al Internetului, și ca urmare, tot mai multe calculatoare din întreaga lume au fost conectate la ARPANET. Creșterea numărului de calculatoare conectate la Internet a devenit exponențială, astfel încât în 1990 Internetul cuprindea 3.000 de rețele și 300.000 de calculatoare. În 1992 era deja conectat calculatorul cu numărul 1.000.000. Apoi mărimea Internetului s-a dublat cam la fiecare an.

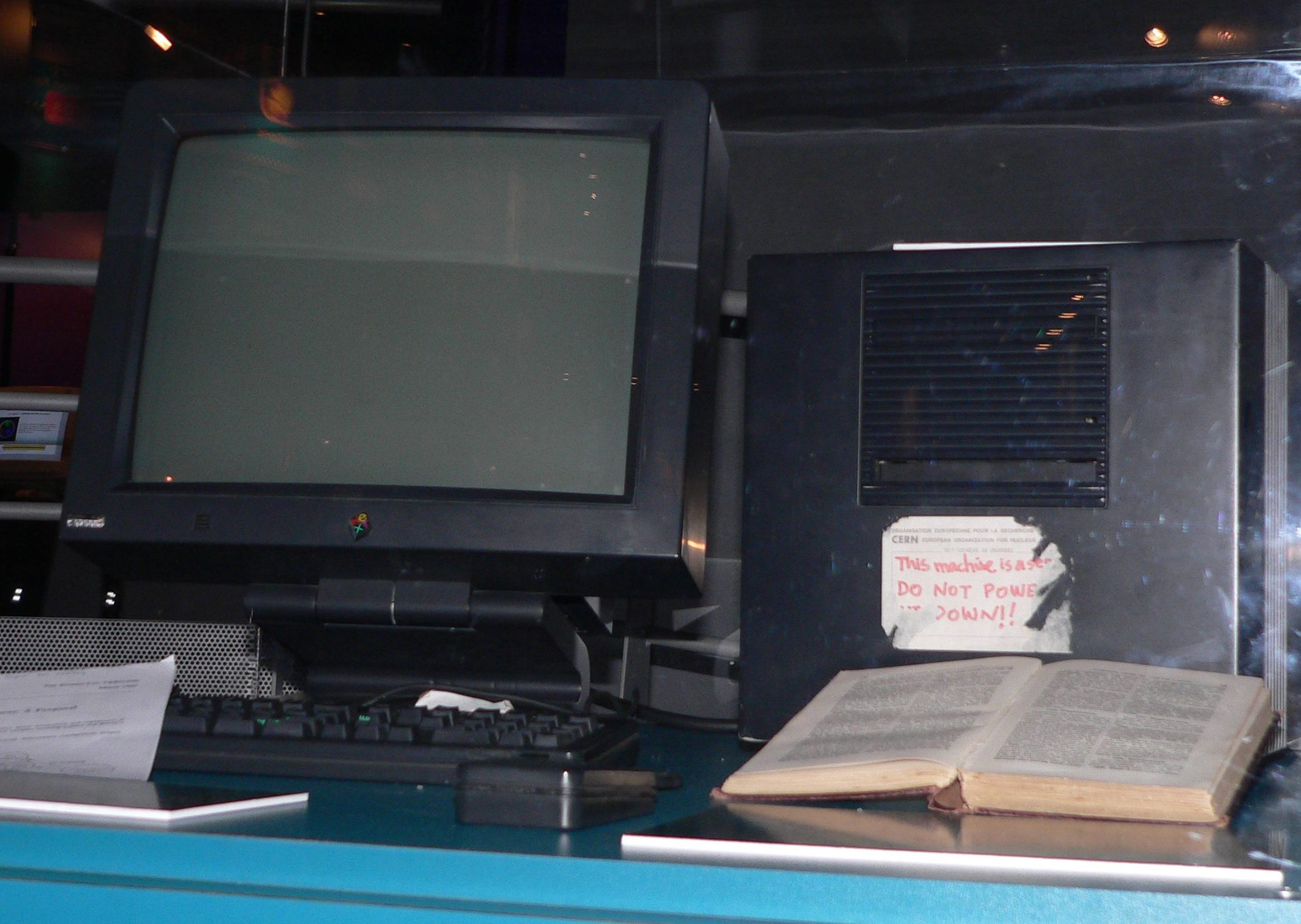
Primul server Web

Dezvoltarea rapidă a Internetului s-a datorat faptului că accesul la documentația protocoalelor obligatorii a fost și este liber și gratuit. În 1969 S. Crocker a inițiat o serie de „note de cercetare” denumite RFC (Request for Comments), numerotate cronologic și devenite cu timpul accesibile gratuit on-line (în Internet). 
Marea schimbare a început în 1989, când Tim Berners Lee de la Centrul European pentru Fizica Nucleară din Geneva (CERN) a pus bazele dezvoltării primului prototip al World Wide Web (WWW sau web).
O altă schimbare radicală s-a produs când, în 1993, National Center for Supercomputing Applications (NCSA) din SUA a pus la dispoziție browserul "Mosaic", care era bazat pe o interfață grafică (Windows). Enorma creștere a webului a început aproape dintr-o dată: în iunie 1993 erau înregistrate 130 servere web, iar în 1994 erau deja peste 11.500 de servere.

### Numărul de site-uri web din Internet
Numărătoarea a început în anul 1991, prin înființarea de către CERN(Organizația Europeană pentru Cercetare Nucleară) a primului site web care avea adresa nxoc01.cern.ch, iar mai apoi info.cern.ch. Pe 12 decembrie 1991, Paul Kunz de la Stanford Linear Accelerator Center (SLAC) a pus în funcțiune primul server web din America.
| Anul     | 2008  | 2007  | 2006  | 2005 |
| -------- | ----- | ----- | ----- | ---- |
| milioane | 186,7 | 155,5 | 106,8 | 75,2 |

Tim Berners-Lee apreciază că la sfârșitul anului 2015, cel târziu la mijlocul anului 2016, numărul de site-uri web va depăși 1 miliard.

### Numărul de utilizatori
| An       | 2010 | 2009 |
| -------- | ---- | ---- |
| miliarde | 2,08 | 1,86 |

## Aplicații Internet
Aplicațiile Internetului sunt numeroase: în primul rând afișarea de informații mai mult sau mai puțin statice cu formă de text, imagini și sunete (așa-numitele pagini web), apoi poșta electronică e-mail, transferul de fișiere de date și informații, chat, video și video on demand, telefonie și telefonie cu imagine prin Internet, televiziune prin Internet, e-commerce, sondări de opinie, mediu pentru răspândirea știrilor, mediu pentru toate genurile de grafică și muzică, deschiderea unei sesiuni de lucru de la distanță, grupuri de discuții pe teme prestabilite, jocuri interactive prin rețea, operații bancare (Internet banking) și multe, multe altele. Printre ele, World Wide Web, prescurtat WWW, deseori numit numai "web", este la loc de vârf, deoarece este o aplicație multimedială și integrativă, cu o interfață de utilizator (Graphic User Interface, GUI) foarte atrăgătoare din punct de vedere grafic, practică și simplu de folosit. WWW a fost inventat de către Tim Berners-Lee în anul 1993.
Pentru folosirea tuturor aplicațiilor din web este nevoie în general doar de un singur program multifuncțional numit browser (cuvânt englez). Exemple: MS Internet Explorer, Mozilla Firefox (provenit din Netscape Navigator),Google Chrome, Opera, Apple Safari ș.a.

## Divertisment în Internet
În Internet se află un număr imens de informații de cele mai diverse naturi, precum ar fi filme, videoclipuri, cărți, așa-numite audiobooks, muzică și multe altele. De exemplu, o adresă web (adresă Internet) foarte cunoscută este www.youtube.com, aici putându-se găsi practic orice tip de videoclipuri. Această adresă este în același timp și un site web de exprimare liberă.

## Marketing și afaceri prin Internet
Odată cu dezvoltarea industriei Internetului au apărut și activități conexe care oferă o informare alternativă pe toate domeniile vieții sau chiar posibilitatea de a avea acces instantaneu, online, la informație: e-learning, audio-learning cu ajutorul audiobooks ș.a. Mai mult decât atât, ca aplicație a Internetului a apărut întreaga branșă numită e-commerce - comerțul electronic, prin care furnizorii de mărfuri și servicii dispun suplimentar de o piață de desfacere enormă: Internetul.
Practic Internetul a oferit acces la o piață globală multor întreprinderi mici și mijlocii, care fără aportul acestuia nu ar fi avut niciodată posibilitatea de a se adresa unor clienți la scară mondială. Astfel Internetul a devenit și un important mediu de afaceri.
Conform statisticilor efectuate de firma Online Education, fiecare job devenit depășit prin efectele Internetului este înlocuit cu alte 2,6 noi locuri de muncă.

## Aspecte sociale
Gradul de răspândire a Internetului pe glob este uriaș: la 30 iunie 2009 aveau acces la Internet circa 1,67 miliarde de locuitori ai globului pământesc.

### Pericolele Internetului
Accesul simplu și ieftin la Internet are și o consecință negativă, anume nimeni nu poate garanta corectitudinea utilizatorilor. Astfel există deja o gamă largă de programe dăunătoare, create de rău-voitori, care încep cu spionarea (invizibilă) a activității unui utilizator și se termină cu furtul din contul bancar al persoanelor care nu se pricep cum să se apere.Unul dintre cele mai periculoase grupuri și violatori de date este cunoscut ca fiind Anonymous.

### Cenzura în Internet
Anumite state de pe glob interzic, cenzurează sau restricționează populației lor accesul la Internet în diverse domenii: politică, religie, pornografie ș.a., de exemplu Coreea de Nord, China ș.a.

### Găzduire web
În Internet există o mulțime de furnizori de servicii de găzduire web (web hosting) ce pot găzdui situri web și proiecte online. Cele mai mari firme la nivel internațional au fost în 2008: GoDaddy, Internet AG, ThePlanet și net@ccess.
O rețea de calculatoare reprezintă un mod de conectare a unor calculatoare individuale, astfel încât să poată folosi în comun anumite resurse.
Rețeaua INTERNET și rețeaua WWW
Internet este o "rețea de rețele", cu zeci sau sute de milioane de calculatoare, dispuse pe întregul glob, staționare sau mobile, rețea ce deține cantități uriașe de informații, din care foarte multe pot fi consultate fără restricții, iar unele contra cost sau numai cu diferite parole de acces.
Rețeaua World Wide Web, denumită Web sau WWW, este partea cea mai dezvoltată din internet. A fost creată în 1989, la centrul european de cercetări nucleare.

### Votare prin Internet
Unele state ale lumii aplică în practică votarea prin Internet.
În câteva țări - Austria, Australia, Canada, Estonia, Franța, Germania, Japonia și Elveția - există prevederi legislative pentru votul electronic, fără prezență personală, de la distanță. În 2011, votul prin internet la nivel municipal se testa în Norvegia.
Deși mai multe țări din Uniunea Europeană au testat diferite proiecte de vot electronic, Estonia este în prezent (2011) singurul membru UE care folosește această procedură pe scară largă. La alegerile parlamentare estoniene din 2011, 24% din alegǎtori au votat prin internet.

### Web 2.0
Web 2.0 este un aspect relativ nou în Internet, care implică participarea activă a utilizatorilor (chiar nespecialiști) la dezvoltarea rețelei.

### Web 3.0
Web 3.0 sau Web-ul semantic este un "web de date", care permite mașinilor să înțeleagă semantica, sau sensul, de informații pe World Wide Web.

## Intranet și extranet

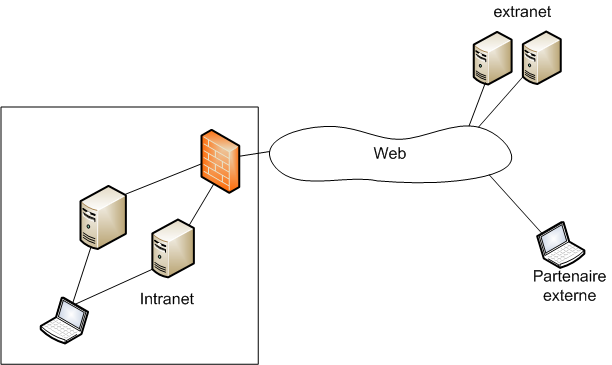
Schema unei rețele intranet/extranet

Intranet este o rețea de calculatoare privată a unei companii, similară ca funcționalitate cu mediul internet, care asigură accesul și distribuția informațiilor interne exclusiv persoanelor conectate la aceasta.
Rețele intranet pot fi găsite în aproape orice tip de organizație: companii mici, medii sau mari, instituții educaționale și guvernamentale.
Primele site-uri de intranet și primele pagini de start ale companiilor au început să apară în anii 1990-1991.
Un intranet este construit din aceleași concepte și tehnologii utilizate pentru internet: server-client, protocoale de Internet TCP/IP, HTTP, SMTP (e-mail) și FTP (transfer de fișiere),  gateway cu firewall protejat de un posibil acces exterior neautorizat (autentificarea utilizatorului, criptarea mesajelor, conectare la o rețea VPN).

### Caracteristici
Componentele care stau la baza alcătuirii unui Intranet sunt: 
- rețea de calculatoare și componentele sale: hardware de comunicare între diversele sisteme de calcul ale companiei, echipamente de interconectare pentru subrețele, suite de protocoale
- programe și aplicații care implementează serviciile de bază Intranet
- aplicații care permit lucrul în cooperare cu alte rețele intranet [15]

### Avantaje
- angajații pot trimite fișiere sau date necesare departamentelor interne într-un timp scurt, acestea putând fi accesate oricând și reducând costurile companiei (costurile de hârtie, spații de stocare etc.)
- creșterea controlului asupra circuitului informațiilor interne.

### Software
Comercial

Microsoft SharePoint este software-ul dominant folosit pentru crearea unei rețele de intranet; aproximativ 50% dintre acestea sunt dezvoltate folosind SharePoint. 
Alte aplicații intranet comerciale includ:
Wordpress, Sharepoint, Google Sites, Papyrs, Bitrix24, Drupal, eXo Platform, IBM Websphere, Microsoft OneDrive.
Open source 
MindTouch Core, PBWiki, Plone, GlassCubes, Brushtail, Twiki, HyperGate, 
Open Atrium

### Exemple de companii care au implementat intranet
- Ford -  are un intranet folosit zilnic de peste 100 000 de angajati
- US West -  încă din anul 1993, compania de telecomunicații a dezvoltat aplicații bazate pe intranet pentru a-și îmbunătăți procesul de comunicare și de producție și are peste 60 000 de persoane online.
- HP -  are peste 200 de web servere interne, accesate de peste 10 000 de angajați din diviziile de producție, vânzări și alte grupuri ale corporației; angajații HP folosesc intranetul pentru a face schimb de informații pentru diverse proiecte, între echipe din alte zone geografice, pentru a rezolva diverse operațiuni programate din timp, rapoarte, cereri de echipament și management de configurție software.[19]
- IBM – prin intermediul paginii de start "w3 On Demand Workplace care deservește cei peste 300 000 de angajați din 75 de țări.[20]
- Sun Microsystems -  are SunWeb, update- uri de noi produse, catalog de produse, educație, informații despre resurse umane, descrieri ale diviziilor de vânzări și marketing.[21]

Extranetul este o extensie a intranetului unei companii pusă la dispoziție terților și care extinde  rețeaua privată cu dispoziții speciale pentru acces, autorizare și autentificare. Această rețea face legătura între angajații unei organizații, clienți, furnizori și alți parteneri de afaceri.